# سیارک ۲۹۵۸
سیارک ۲۹۵۸ (به انگلیسی: 2958 Arpetito، نامگذاری:1981DG) دو هزار و نهصد و پنجاه و هشتمین سیارک کشف شده‌است که در ۲۸ فوریه ۱۹۸۱ کشف شد.
قدر مطلق سیارک برابر ۱۲٫۲۰ است.